# Ялга (станция)
Ялга́ — промежуточная железнодорожная станция Пензенского отделения Куйбышевской железной дороги, располагается на территории Республики Мордовия.

## История
Станция была открыта в 1893 году на участке линии Красный Узел — Рузаевка Московского-Казанской железной дороги. Названа по названию находящегося рядом одноимённого посёлка. Располагается на территории городского округа Саранск. Основное применение станции — грузовые (маневровые) работы.

## Техническая информация
По объёму выполняемой работы станция Ялга относится к 4-му классу, по характеру выполняемой работы является промежуточной. Электрифицирована постоянным током. На станции располагается 6 путей, из них 2 главных (№ 1, 2) и 4 приёмо-отправочных (№ 3, 4, 5, 7). Третий путь демонтирован. К станции примыкают подъездные пути: в нечётной горловине — путь на хладокомбинат, в чётной — путь на пивоваренный и ликёроводочный заводы. На станции расположен неохраняемый переезд (Пк 161 + 64). Светофоры станции могут переводиться на автодействие.
Станция включена в диспетчерскую централизацию участка Пенза — Красный Узел. Диспетчерское управление осуществляется поездным диспетчером. Управление стрелками и сигналами при передаче станции на сезонное или резервное управление осуществляется дежурным по станции.

## Пригородное сообщение
Пригородные пассажирские перевозки осуществляет Башкортостанская ППК электропоездами ЭД4М, ЭТ2М (приписки ТЧ-11 Безымянка), а также тепловозами 2М62У (приписки ТЧЭ-14 Ульяновск) и 2ТЭ10У (приписки ТЧЭ-3 Пенза).